# Italia ai II Giochi olimpici invernali
L'Italia partecipò ai II Giochi olimpici invernali, svoltisi a Sankt Moritz dall'11 al 19 febbraio 1928, senza aggiudicarsi medaglie.

## Risultati

### Bob
| Pos. | Disciplina    | Atleti                                                                          | 1 Manche | 2 Manche | Totale |
| ---- | ------------- | ------------------------------------------------------------------------------- | -------- | -------- | ------ |
| 21°  | Bob a quattro | Giancarlo Morpugo, Carlo Sem, Luigi Cerutti, Giuseppe Crivelli, Piero Marchetti | 1'45"0   | 1'49"6   | 3'34"6 |

### Combinata nordica
| Pos. | Atleta       | Punti Fondo | Punti Salto | Media Punti |
| ---- | ------------ | ----------- | ----------- | ----------- |
| 20°  | Vitale Venzi | 3,875       | 16,958      | 10,416      |

### Salto con gli sci
| Pos. | Atleta           | Salti  | Salti  | Punteggi giudici  | Punteggi giudici    | Punteggi giudici    | PC     |
| Pos. | Atleta           | 1      | 2      | Svezia (bandiera) | Germania (bandiera) | Svizzera (bandiera) | PC     |
| ---- | ---------------- | ------ | ------ | ----------------- | ------------------- | ------------------- | ------ |
| 13°  | Vitale Venzi     | 50,0   | 59,0   | 15,750            | 15,375              | 16,125              | 15,750 |
| 33°  | Luigi Bernasconi | 46,5   | 59,0 C | 10,312            | 10,312              | 9,437               | 10,020 |
| 34°  | Luciano Zampatti | 48,0 C | 49,5   | 10,687            | 8,187               | 10,187              | 9,687  |

### Sci di fondo

#### 18 km
| Pos. | Atleta         | Tempo    |
| ---- | -------------- | -------- |
| 22°  | Matteo Demetz  | 1h57'08" |
| 34°  | Giovanni Testa | 2h08'49" |
| 35°  | Vitale Venzi   | 2h09'28" |

#### 50 km
| Pos. | Atleta           | Tempo Finale | Tempi Parziali (posizione) | Tempi Parziali (posizione) | Tempi Parziali (posizione) | Tempi Parziali (posizione) | Tempi Parziali (posizione) | Tempi Parziali (posizione) | Tempi Parziali (posizione) |
| Pos. | Atleta           | Tempo Finale | 5 km                       | 9,4 km                     | 15 km                      | 20 km                      | 24 km                      | 38 km                      | 46 km                      |
| ---- | ---------------- | ------------ | -------------------------- | -------------------------- | -------------------------- | -------------------------- | -------------------------- | -------------------------- | -------------------------- |
| 20°  | Matteo Demetz    | 5h47'47"     | 27'41" (23)                | 54'12" (21)                | 1h29'01" (20)              | 1h55'38" (17)              | 2h27'03" (18)              | 4h23'26" (19)              | 5h16'33" (21)              |
| 21°  | Ferdinando Glück | 5h49'52"     | 27'36" (21)                | 54'00" (20)                | 1h29'00" (19)              | 1h55'45" (18)              | 2h25'01" (13)              | 4h18'44" (17)              | 5h13'36" (20)              |

### Skeleton
| Pos. | Atleta               | 1ª manche | 2ª manche | 3ª manche | Tempo Totale |
| ---- | -------------------- | --------- | --------- | --------- | ------------ |
| 4°   | Agostino Lanfranchi  | 1'02"1    | 1'02"4    | 1'04"2    | 3'08"7       |
| 7°   | Alessandro Del Torso | 1'05"6    | 1'04"7    | 1'04"6    | 3'14"9       |